# Nematocarcinus
Nematocarcinus is een geslacht van kreeftachtigen uit de klasse van de Malacostraca (hogere kreeftachtigen).

## Soorten
- Nematocarcinus africanus Crosnier & Forest, 1973
- Nematocarcinus agassizii Faxon, 1893
- Nematocarcinus batei Burukovsky, 2000
- Nematocarcinus bituberculatus Chace, 1986
- Nematocarcinus chacei Burukovsky, 2002
- Nematocarcinus challengeri Burukovsky, 2006
- Nematocarcinus combensis Burukovsky, 2000
- Nematocarcinus crosnieri Burukovsky, 2000
- Nematocarcinus cursor A. Milne-Edwards, 1881
- Nematocarcinus ensifer (Smith, 1882)
- Nematocarcinus evansi Burukovsky, 2000
- Nematocarcinus exilis (Spence Bate, 1888)
- Nematocarcinus faxoni Burukovsky, 2001
- Nematocarcinus gracilipes Filhol, 1884
- Nematocarcinus gracilis Spence Bate, 1888
- Nematocarcinus hanamuri Burukovsky, 2000
- Nematocarcinus hiatus Spence Bate, 1888
- Nematocarcinus kaiensis Burukovsky, 2000
- Nematocarcinus lanceopes Spence Bate, 1888
- Nematocarcinus longirostris Spence Bate, 1888
- Nematocarcinus machaerophorus Burukovsky, 2003
- Nematocarcinus manningi Burukovsky, 2003
- Nematocarcinus novaezealandicus Burukovsky, 2006
- Nematocarcinus nudirostris Burukovsky, 1991
- Nematocarcinus ovalis Komai & Segonzac, 2005
- Nematocarcinus parvus Burukovsky, 2000
- Nematocarcinus paucidentatus Spence Bate, 1888
- Nematocarcinus poupini Burukovsky, 2007
- Nematocarcinus productus Spence Bate, 1888
- Nematocarcinus proximatus Spence Bate, 1888
- Nematocarcinus pseudocursor Burukovsky, 1990
- Nematocarcinus pseudogracilis Burukovsky, 2007
- Nematocarcinus richeri Burukovsky, 2000
- Nematocarcinus romenskyi Burukovsky, 2000
- Nematocarcinus rotundus Crosnier & Forest, 1973
- Nematocarcinus safari Burukovsky, 2000
- Nematocarcinus serratus Spence Bate, 1888
- Nematocarcinus sigmoideus Macpherson, 1984
- Nematocarcinus subtegulisfactus Burukovsky, 2000
- Nematocarcinus subtilis Burukovsky, 2000
- Nematocarcinus tenuipes Spence Bate, 1888
- Nematocarcinus tenuirostris Spence Bate, 1888
- Nematocarcinus tuerkayi Burukovsky, 2005
- Nematocarcinus undulatipes Spence Bate, 1888
- Nematocarcinus webberi Burukovsky, 2006
- Nematocarcinus yaldwyni Burukovsky, 2006